# Groupe du Cristallo

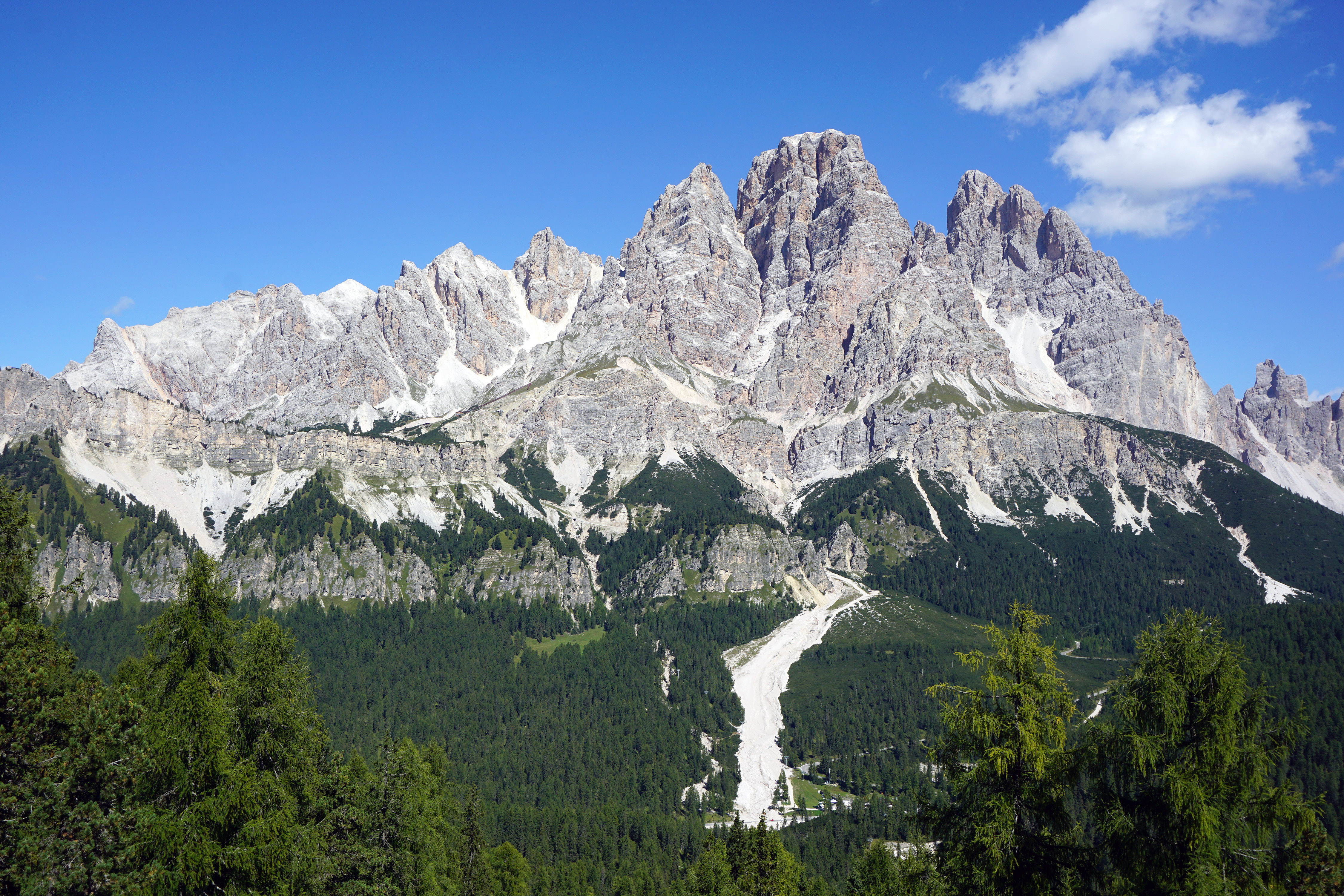
Le groupe du Cristallo avec le Cristallo (centre droit) et le piz Popena (à droite).

Le groupe du Cristallo (Cristallogruppe en allemand et Gruppo del Cristallo en italien) est un chaînon montagneux des Dolomites ampezzanes, massif alpin situé en Italie (Vénétie). Son plus haut sommet est le Monte Cristallo (ou Kristallberg en allemand) à 3 221 m d'altitude.

## Géographie

### Situation
Situé au nord-est de Cortina d'Ampezzo, le groupe du Cristallo domine le bassin d'Ampezzo et, au sud, la localité de Dobbiaco entre la vallée du Boite à l'ouest et le val d'Ansiei à l'est. La Forcella Zumeles le sépare du chaînon limitrophe du Pomagagnon.
Il est situé dans sa partie ouest à l'intérieur du parc naturel des Dolomites d'Ampezzo.
Le groupe du Cristallo se trouve au niveau administratif sur le territoire de trois communes de la province de Bellune, Cortina d’Ampezzo, Auronzo di Cadore et Dobbiaco au nord.

### Sommets
La chaîne dentelée du Cristallo contient notamment quatre cimes dépassant les 3 000 m d'altitude :
- Monte Cristallo : 3 221 m ;
- Cima di Mezzo : 3 154 m ;
- Piz Popena : 3 152 m ;
- Cristallino d’Ampezzo : 3 008 m ;
- Cristallino di Misurina : 2 775 m.

### Géologie

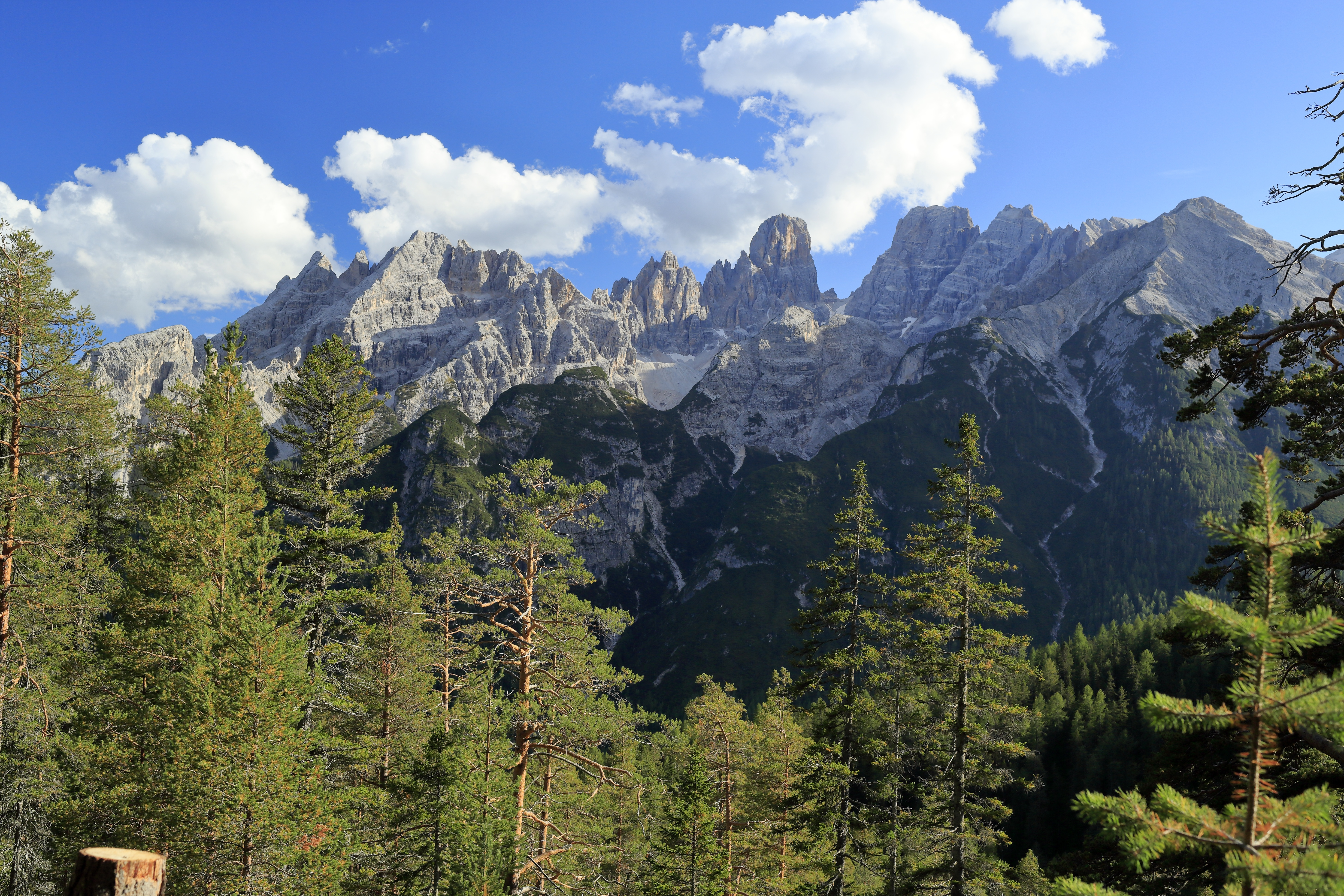
Le groupe du Cristallo.

Le groupe du Cristallo est caractérisé par une abondance de dolomie, roche sédimentaire carbonatée remontant au trias supérieur. Comme le reste des Dolomites, ces montagnes se sont formées au cours de la période du Crétacé à la suite de la collision des continents africain et européen.

## Histoire

### Premières ascensions
- 14 septembre 1865 : paroi sud-est du Monte Cristallo par l'alpiniste viennois Paul Grohmann, avec ses guides de montagne d'Ampezzo Santo Siorpaes et Angelo Dimai[3].
- 16 juin 1870 : Piz Popena par Eduard R. Whitwell, Santo Siorpaes, Christian Lauener[4],[5].
- 1881 : Cima di Mezzo par John Stafford Anderson, Santo Siorpaes, Giuseppe Ghedina[4].
- 1886 : Cristallino d'Ampezzo par Michael Innerkofler et A. Angerer[4].
- 1908 : Campanile Dibona (pic ouest du Monte Cristallo) par Angelo Dibona en solitaire[6]

### Refuge-bivouac alpin du Monte Cristallo

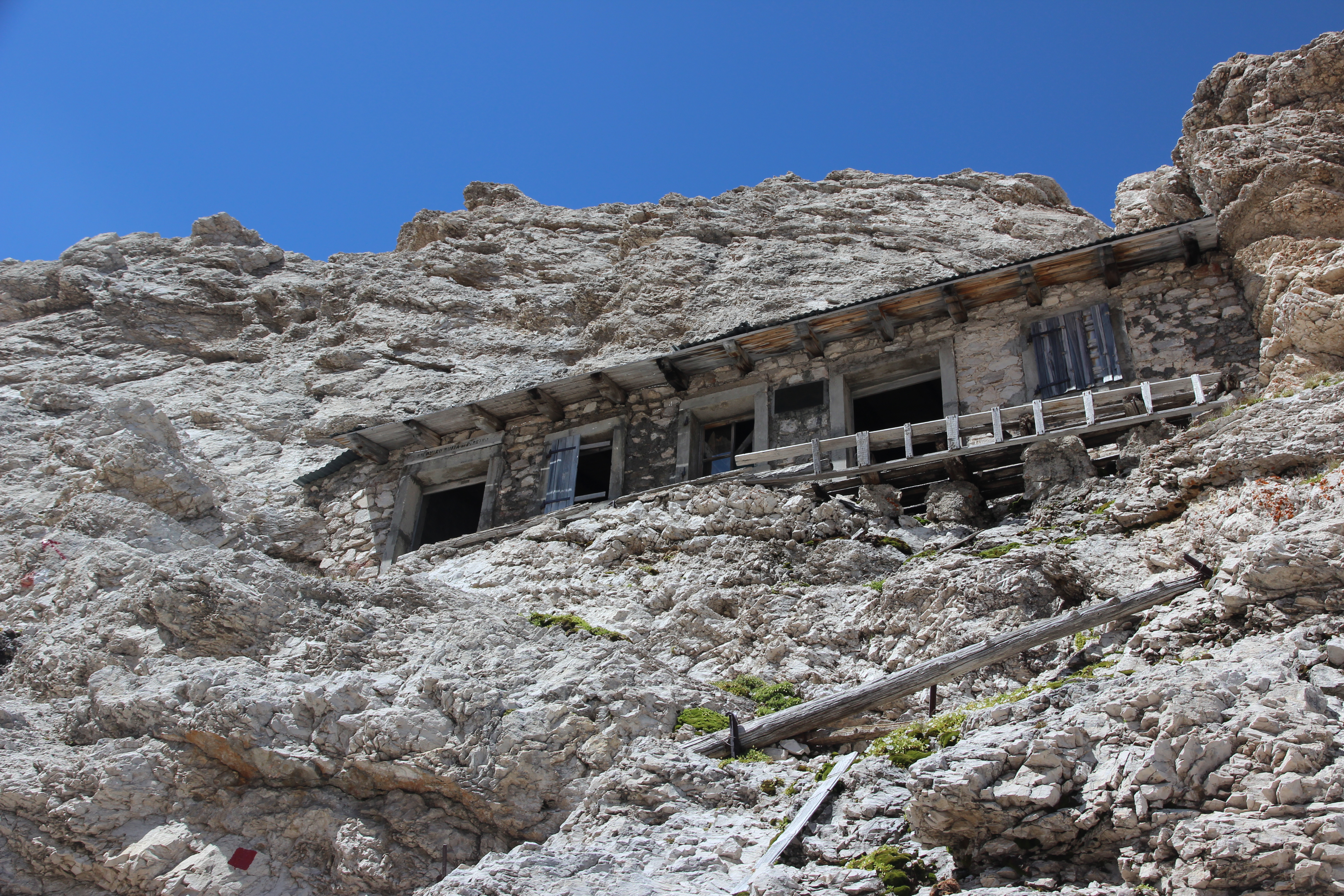
Le bivouac Buffo di Perrero.

Avant et au cours de la Première Guerre mondiale, le groupe du Cristallo était divisé entre sa partie autrichienne à l'ouest et sa partie italienne à l'est, la frontière passant par les lignes de crête. Pour cette raison, le groupe du Cristallo est l'enjeu de combats de 1915 à 1917 opposant des troupes de montagne italiennes (Alpini) et autrichiennes (Alpenjäger). Le bivouac Buffa di Perrero (2 760 m), perché en paroi à une altitude à 2 760 m sur les pentes du Monte Cristallo a été construit pour protéger les soldats italiens des bombardements autrichiens,. Après la Première Guerre mondiale, la partie autrichienne de la région du Trentin-Haut-Adige dont fait partie le versant ouest du Monte Cristallo a été rattachée à l'Italie.

## Tourisme

### Alpinisme
- Monte Cristallo : par le Passo del Cristallo et l'arête sud-est (voie normale) PD+.

### Randonnée
Le sentier d'altitude des Dolomites 3 traverse le massif. Un télésiège mène de Rio Gere dans le val Begontina au refuge Son Forca en haut du val Padeon.

### Via ferrata
Trois via ferrata datant de la Première Guerre mondiale desservent le massif. On y trouve ainsi la via ferrata Renato de Pol, qui dessert la région depuis le nord-ouest, la via ferrata Ivano Dibona et la via ferrata Marino Bianchi. La via ferrata Ivano Dibona, construite entre 1969 et 1970 en mémoire de l'alpiniste Ivano Dibona, permet d'accéder au bivouac Buffa di Perrero.

### Activités hivernales

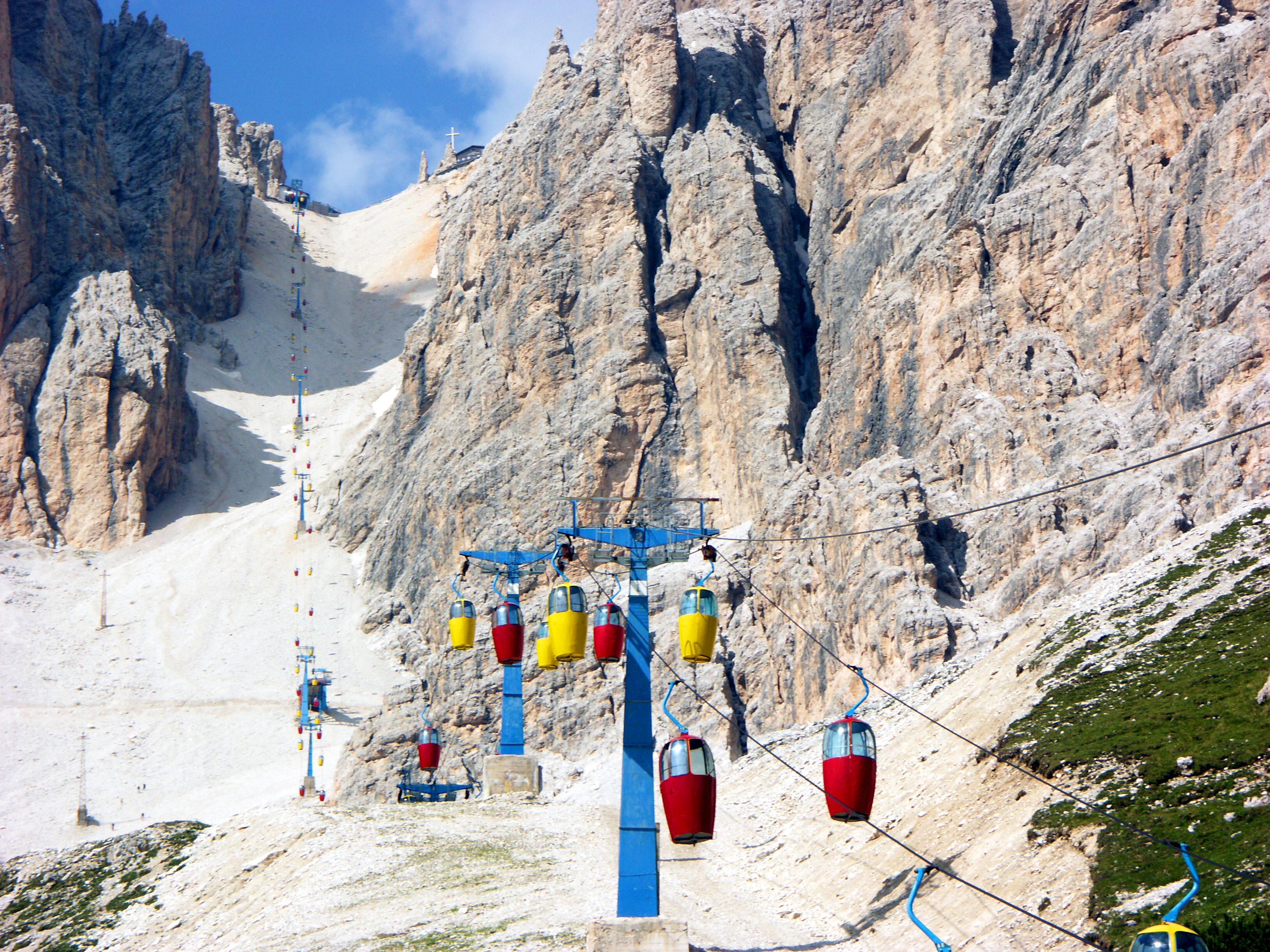
Télécabine à la Forcella Staunies.

Les pentes du groupe du Cristallo constituent l'une des stations de ski les plus importantes de la région avec huit pistes :
- pistes du télésiège Cristallo :
  - Cristallo ;
- pistes de la télécabine Son Forca-Forcella Staunies :
  - couloir Staunies-Padeon,
  - couloir Staunies-Son Forca ;
- pistes du télésiège Son Forca-Padeon :
  - Son Forca-Rio Gere,
  - crêtes blanches,
  - Padeon,
  - Son Forca,
  - Padeon-Ospitale.

## Accès

### Refuges de montagne
- Refuge Son Forca (2 235 m), privé.
- Bivouac Buffa di Perrero (2 760 m), bivouac non gardé.